# أندي فينتر
أندي فينتر هو موسيقي نرويجي، ولد في القرن العشرين.

## وصلات خارجية
- أندي فينتر على موقع ميوزك برينز (الإنجليزية)
- أندي فينتر على موقع ديسكوغز (الإنجليزية)